# حمدی الحرباوی
حمدی الحرباوی (زادهٔ ۵ ژانویهٔ ۱۹۸۵) بازیکن فوتبال اهل تونس است.

## باشگاهی
از باشگاه‌هایی که در آن بازی کرده‌است می‌توان به اسپرانس تونس، القطر، لوکرن، اودینزه، اندرلشت، شارلوا، زولته وارخم و العربی  اشاره کرد.

## تیم ملی
وی همچنین در تیم ملی فوتبال تونس بازی کرده‌است.